# Scheda di sicurezza

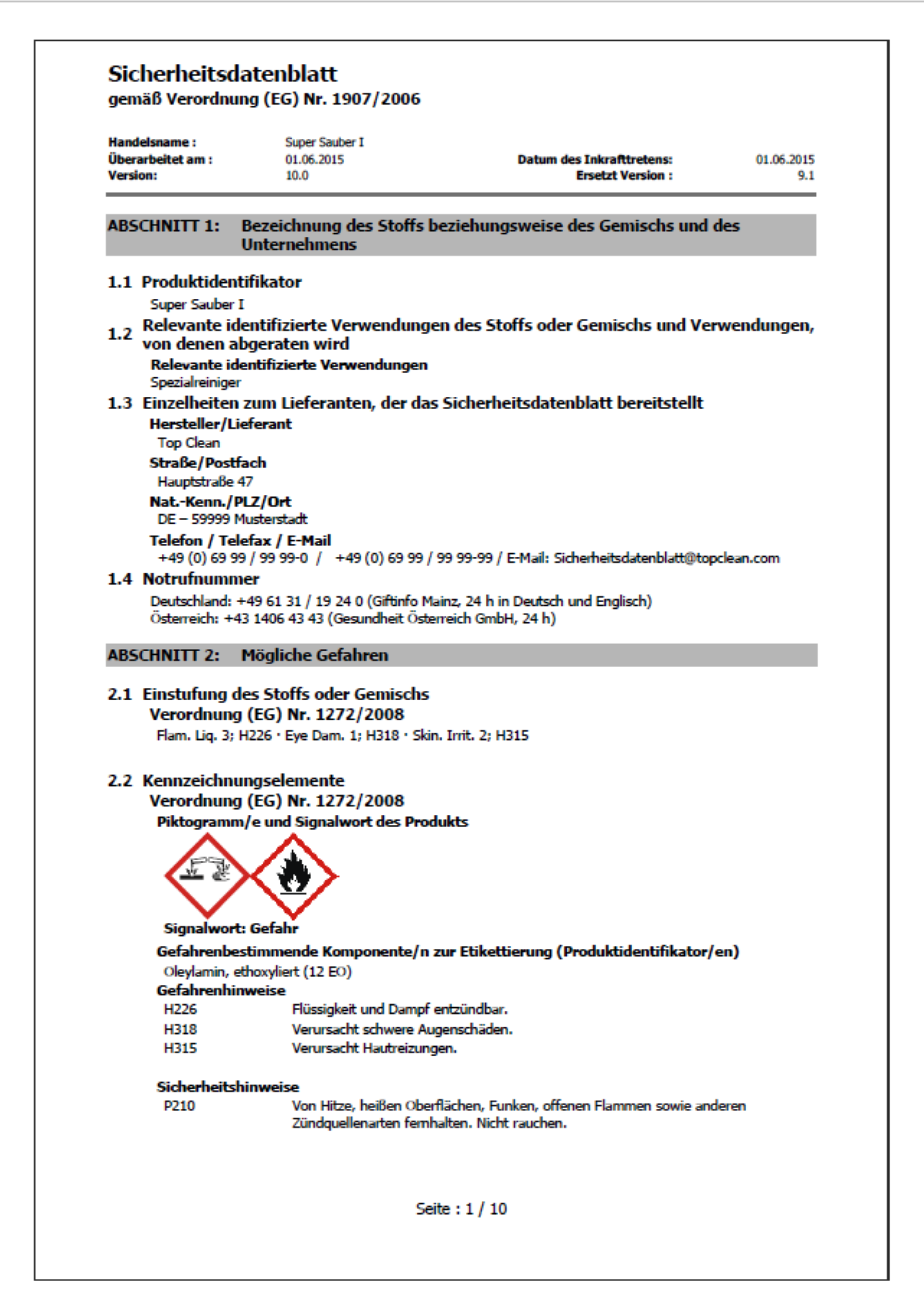
Un esempio di scheda di sicurezza (sicherheitsdatenblatt) adottata in Germania nel 2015.

Una scheda di sicurezza (SDS), indicata anche con l'acronimo in inglese MSDS (Material Safety Data Sheet), è un documento tecnico che contiene informazioni utili su un prodotto chimico. per la tutela della salute e la sicurezza delle persone e dell'ambiente.

## Descrizione
Tali informazioni includono la composizione, il nome del produttore, i rischi associati al trasporto, per le persone e per l'ambiente, le indicazioni per lo smaltimento, le indicazioni di pericolo H e i consigli P, i limiti di esposizione TLV/TWA e le protezioni (dispositivi di protezione individuale) che devono indossare il lavoratore, il consumatore, o altre persone che possano entrare accidentalmente in contatto con il prodotto chimico a cui si riferisce la scheda di sicurezza.

## Legislazione nel mondo

### Unione Europea
Il regolamento dell'Unione europea n. 1907 del 18 dicembre 2006 (REACH) indica struttura ed il contenuto tecnico di tali schede; la norma detta inoltre disposizioni circa concernente la registrazione, la valutazione, l'autorizzazione e la restrizione delle sostanze chimiche. Il REACH integra i criteri delle precedenti direttive 67/548/CEE e 1999/45/CE (che stabiliscono i preparati e le sostanze interessati e i criteri per l'imballaggio e la loro etichettatura), rendendo obbligatoria le schede di sicurezza anche nei seguenti casi: 
- sostanze persistenti, bioaccumulanti e tossiche (PBT);
- molto persistenti e molto bioaccumulanti (vPvB) in base ai criteri di cui all'allegato XIII;
- sostanze incluse nella lista di quelle eventualmente candidate all'autorizzazione, disposta dall'art. 59;
- su richiesta dell'utilizzatore professionale, per preparati non classificati ma contenenti (in concentrazione individuale pari o superiore all'1% in peso per preparati solidi e liquidi o allo 0,2% in volume per preparati gassosi) sostanze pericolose, oppure dotate di valore limite d'esposizione professionale o ancora rientranti nei casi di cui sopra.

### Stato Uniti d'America
La "Occupational Safety and Health Administration" impone la presenza e l'apposizione obbligatoria di tale documento su prodotti chimici, la predetta agenzia governativa detta inoltre regolamentazione sulla materia.